# كريستين يونغ
كريستين يونغ (بالإنجليزية: Christine Young)‏ هي صحفية أمريكية، ولدت في القرن العشرين.